# Utukku
Els Utukku en accadi o Udug en sumeri eren esperits o dimonis de les religions accàdies, assíria i babilònica. No eren esperits dolents, sinó que si se'ls propiciava, eren esperits protectors.
Les referències més antigues a aquests esperits es troben en unes inscripcions del temps de Gudea (ca. 2144 aC al 2124 aC), que es conserven en una estàtua i en un cilindre. La inscripció de l'estàtua sembla atribuir a aquell governant l'expulsió de Lagaix dels ú-dug-gao ú-dug. Sembla que els déus castigaven les faltes que cometia la humanitat contra ells a través dels utukku, i la seva actuació es pot associar a les forces de repressió que utilitzaven els reis.
El seu nom sembla que es refereix a les seves funcions i s'ha traduït per «fort» o «potent». De fet, la paraula Utukku es va convertir en el nom genèric de qualsevol dimoni. Un dels rituals d'encanteri més important en accadi es titula Utukku Lemnūtu.
Als textos d'encanteris conservats es diu que els utukku eren dimonis que «subjecten a l'home per l'espatlla» o «el que subjecta a l'home», i també «el que assassina a l'home a la plana ». L'Utukku Lemnūtu diu que aquest dimoni és d'«aparença hostil» i «alt en alçada», i que «dels seus talons degota la fel» i «el seu caminar és verí nociu». Quan se'ls anomena conjuntament es parla dels «malvats utukku».
En els encanteris i descripcions, els Utukku ordinàriament s'agrupen amb altres tipus de dimonis: shedu, alu i ekimmu. En alguns textos aquests esperits es confonen. Algunes inscripcions els consideren una part dels set dimonis que descendien d'An i Antu.